# 自動查驗通關系統
入出國自動查驗通關系統（英語：e-Gate Enrollment System）簡稱自動通關，是由中華民國內政部移民署於2012年1月1日啟用的自助出入境服務系統，採電腦自動化方式，結合生物辨識科技，讓旅客能自助、便捷、快速的入出國。凡中華民國國民與持有長期居留身分的外籍人士在指定場所完成該系統的申請登錄後，就可立即使用。

## 申請方式
申辦條件：
年滿12歲且身高140公分以上之有戶籍國民。
申辦所需證件：
持「中華民國護照」或「臺灣地區入出境許可證（金馬證）」（持金馬證者，僅限於金門水頭商港使用）即可免費辦理註冊。
註冊方式及流程：
1. 閘道自助註冊（無需事先註冊）：申請者至自動通關閘道前使用護照進行掃描讀取，於閘道螢幕點選同意錄存臉部影像或再擷取雙手指紋（指紋為自願錄存項目，非必要項目），閘門開啟後，即可同時人貌比對及註冊，註冊及通關時間大約30秒。
2. 人工註冊（需事先註冊）：申請者事先至人工註冊櫃檯，向移民官出示護照後，錄存申請者臉部影像或雙手指紋（指紋為自願錄存項目，非必要項目），於申請書上簽名確認即完成註冊，註冊時間大約1分鐘，完成後再至閘道通關。

### 無戶籍中華民國國民、外國人、大陸地區人民和港澳地區居民
從2012年9月3日起，開放符合申請本系統服務的包括以下身分者：
永久居留或居留，並具有重入國許可身分之外國人、外國人持有外交部核發之外交官員證者、無戶籍國民、具居留身分且取得與居留證相同效期之多次入國許可者、香港或澳門居民具居留身分且取得臺灣地區居留入出境證者、大陸地區人民具長期居留身分者。
而擁有上述資格之人士申請自動通關時，則必須檢附所需之各項證明文件。
當外來人口使用自動通關方式時，如下所示：
- 持居留證之外國人（含外交官員證）或無戶籍國民：

1. 持「居留證」通關，透過護照機讀取辨識。
2. 生物特徵識別（臉部辨識與指紋辨識）。

- 持中華民國居留證之大陸地區人民或港澳地區居民：

1. 持「多次入出境證」通關，透過護照機讀取辨識。
2. 生物特徵識別（臉部辨識與指紋辨識）。

### 取得依親居留之大陸配偶
移民署為讓大陸地區人民取得依親居留身分者，也能享受這項便捷服務，自2013年1月1日起，具在臺依親居留身分之大陸配偶，也可註冊使用該項自動查驗通關系統。
自動查驗通關系統主要採集臉部特徵辨識身分，以食指指紋為輔助辨識通關，符合資格之大陸配偶使用前須先經過註冊，移民署開放台北市服務站、松山機場、桃園機場第二航廈、高雄機場及金門水頭港等5處地點辦理註冊事宜，持大通證或護照及「大陸地區人民多次入出境證（事由：依親居留）」辦理註冊，且須同意錄存臉部影像及指紋。經過註冊後，日後通關程序最快12秒即可完成，讓入出境通關也可以自助化。

## 系統使用場所與啟用順序
- 2011年3月23日－於金門水頭商港舉行自動查驗通關系統之媒體記者體驗會。
- 2011年3月29日－於上述港口舉行自動查驗通關系統之試營運啟用典禮。
- 2011年8月1日－於高雄國際機場之出入境處啟用。
- 2011年8月9日－於松山機場之入境處啟用。
- 2011年8月23日－於松山機場之出境處啟用。
- 2011年9月13日－於桃園國際機場之出入境處啟用。
- 2012年1月1日－自動查驗通關系統正式上線。
- 2012年9月3日－外來人口自動通關申請及使用正式上線。
- 2013年4月10日－於台中機場之出入境處啟用。
- 2013年5月9日－於桃園國際機場第一航廈之出入境處啟用。

## 使用時之各注意事項
- 進行通關手續時，勿穿戴影響臉部辨識之物品。例如：墨鏡、帽子或口罩等物品。
- 禁止手推車進入辨識區，及禁止兩人以上於同一閘道進行同時通關手續。
- 禁止攜帶嬰孩與幼童進入閘道同時進行通關手續。
- 當旅客使用自動查驗通關後，如需於護照內核蓋當次入出國查驗章戳，可於當日至移民署公務櫃檯請求補蓋。

## 互惠國家自動通關
- 美國（全球入境）：台灣旅客可在美國CBP指定地點（或美國在台協會的CBP邊檢人員特定來台時段）申請全球入境資格，需另行準備良民證申請；申請通過者可在入境美國以Global Entry Kiosk快速通關。
- 南韓（Smart Entry Service）：台灣訪客入境後可在南韓移民署櫃檯辦理自動查驗通關，並由韓方邊檢人員拍照及採集指紋，申請方式與台灣自動通關相同。
- 義大利（E-gate）：毋須事先登記，即可刷護照、按指紋、拍照，自動通關。
- 新加坡（Automated Clearance Initiative）：需在登機前72小時內上網填寫線上入國登記表單（SG Arrival Card），並可使用自動通關閘門，經對比入國登記資料通過後方可入境。
- 德國（Easy Pass）：抵達時先在德國指定地點申請資格，首次啟用後有效期一年，可展延五年。
- 澳大利亞（Smart Gate）：第一步先在Kiosk機器刷護照比對簽證資料，領取識別卡；第二步持識別卡前往自動閘門拍照，通關後再將識別卡交還邊檢人員。
- 馬來西亞（Autogate）：使用方式跟新加坡類似，需於抵達馬來西亞前3天內上網填寫馬來西亞電子入境卡（MDAC），並可使用自動通關閘門，經對比入國登記資料通過後方可入境。

## 外部連結
- 內政部入出國及移民署 自動查驗通關系統 （页面存档备份，存于）
- YouTube上的第三代自動查驗通關系統使用介紹（繁體中文）
- YouTube上的自動查驗通關系統e-Gate自助註冊宣導影片（繁體中文）